# Barbut verd frontgroc
El barbut verd frontgroc (Psilopogon flavifrons) és una espècie d'ocell de la família dels megalèmids (Megalaimidae) que habita boscos de les terres baixes i turons fins als 2000 m de Sri Lanka.